# Demétrio II da Geórgia
Demétrio II da Geórgia, O Auto-Sacrificador ou O Devotado, da Dinastia Bagrationi, foi rei da Geórgia de 1270 a 1289.